# Запрора
Запрора (лат. Zaprora silenus) — вид морских лучепёрых рыб из отряда скорпенообразных. Единственный вид рода Zaprora и семейства запроровых (Zaproridae).
Встречаются в северной части Тихого океана (от Хоккайдо до Аляски и Калифорнии). Длина до 88 см. Имеют 61—64 позвонков. Боковая линия и брюшные плавники отсутствуют. Чешуя мелкая циклоидная. В длинном спинном плавнике 54—57 жёстких лучей, в грудном плавнике 24—25 лучей, в анальном плавнике три колючих и 24—27 мягких лучей.

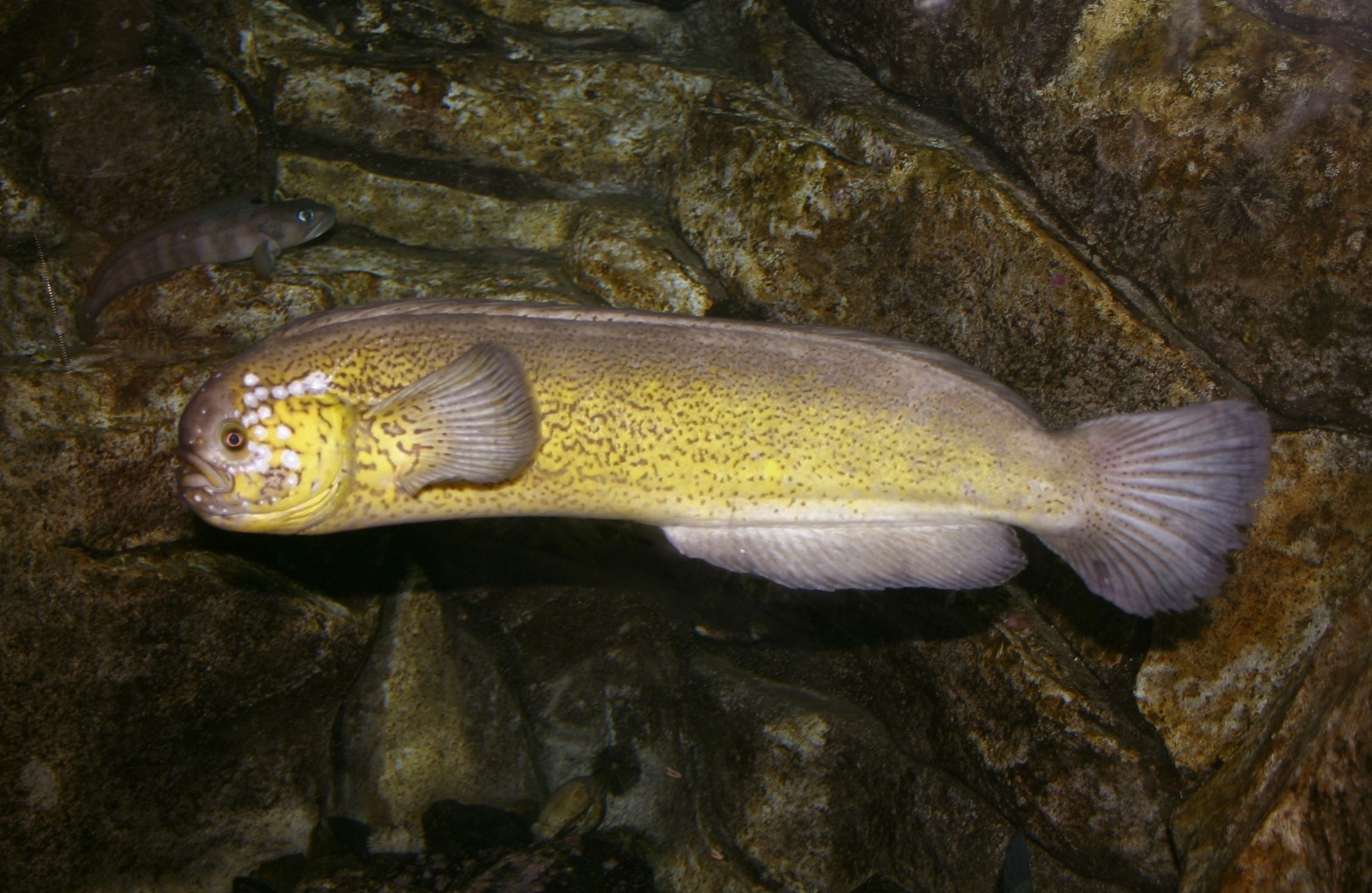
Zaprora silenus на Аляске
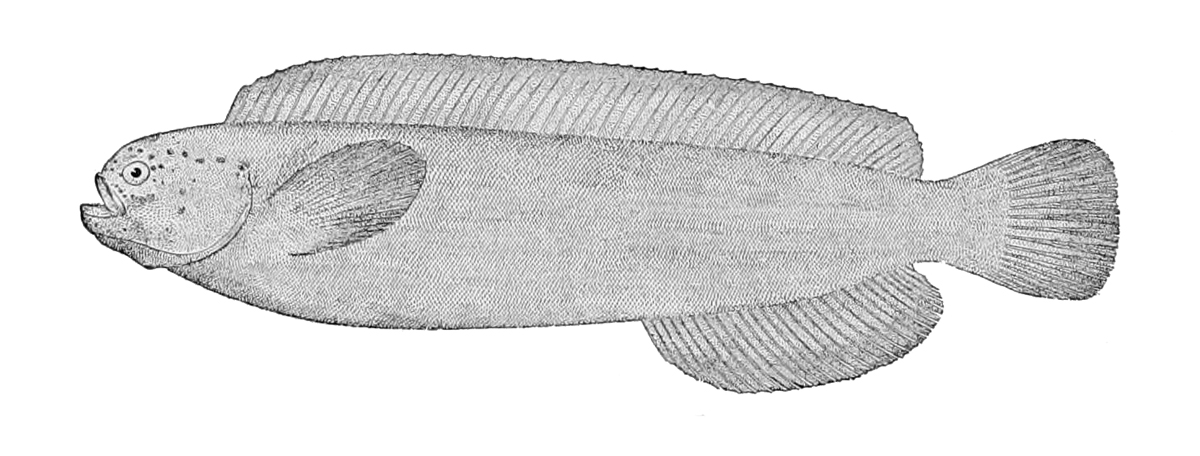
Zaprora silenus (рисунок 1906 года)
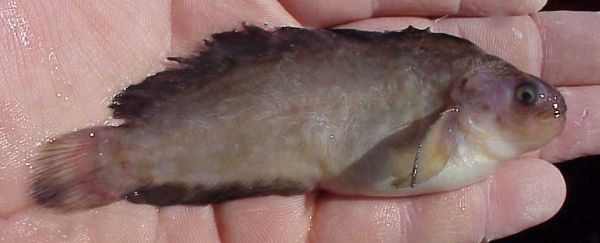
Молодая особь Zaprora silenus